# Microbrachyiulus corcyraeus
Microbrachyiulus corcyraeus är en mångfotingart som först beskrevs av Karl Wilhelm Verhoeff 1900.  Microbrachyiulus corcyraeus ingår i släktet Microbrachyiulus och familjen kejsardubbelfotingar. Inga underarter finns listade i Catalogue of Life.